# USS Jeannette (1878)
USS Jeannette — британское военно-морское исследовательское судно.  В 1879—1881 годах под командованием Джорджа Делонга совершило экспедицию в Арктику. После двух лет вынужденного дрейфа во льдах корабль затонул примерно в 560 км к северу от побережья Сибири.  Команда спаслась, но позднее восемь человек погибли, плывя к берегу на небольшом куттере. Остальные достигли Сибири, но впоследствии 12 человек погибли в дельте Лены, в том числе Де Лонг.
Судно начало свою карьеру в 1861 году как HMS Pandora, канонерская лодка Королевского флота. После более чем десятилетней службы у берегов Западной Африки и в Средиземном море Pandora была продана как частная яхта британскому исследователю Аллену Янгу. Янг совершил судне два путешествия в Арктику: в 1875 и 1876 годах, а затем продал её Джеймсу Гордону Беннету-младшему, владельцу The New York Herald, который изменил её имя на «Жаннетта».

## История

### Строительство
Корабль начал свою жизнь как канонерская лодка Королевского флота, построенная на военно-морских верфях Пембрука в 1860 году. Судно имело деревянную конструкцию 45 м в длину и 7,6 м в ширину, с осадкой 4,0 м. Регистровый тоннаж, рассчитанный по традиционному способу обмера, составлял 428 тонн при водоизмещении 570 тонн. Корабль был оборудован как барк, приводимый в движение лопастным винтом. Вооружение состояло из пяти орудий.
После спуска на воду 7 февраля 1861 года «Пандора» была доставлена из Пембрука на верфь Портсмута, где были установлены котлы и двигатель. 22 октября корабль успешно прошел испытания, достигнув скорости 9,25 узла на мерной миле.

### Пандора
В ноябре 1861 года, во время Гражданской войны в США, дипломатический инцидент, известный как дело судна Trent, заставил Адмиралтейство ввести в строй дополнительные корабли. 27 декабря 1861 года «Пандора» была официально введена в эксплуатацию в качестве тендера (лодки для перевозки людей или грузов с судна на сушу и обратно) для HMS Majestic, а на следующий день отплыла в Ливерпуль, где Majestic был пришвартован Кризис был быстро разрешен. «Пандора» оставалась в Ливерпуле до января 1862 года, прежде чем вернуться в Портсмут.
В апреле 1863 года «Пандора» покинула Портсмут и отправилась на службу к берегам Западной Африки. 2 октября 1866 года судно столкнулось с однотипным кораблем HMS Griffon у Литтл-Попо. Griffon затонул; его команда была спасена. «Пандора» вернулась в Портсмут в 1867 году и была выведена из эксплуатации. В апреле 1868 года она была повторно введена в строй и вернулась в Западную Африку. Два года спустя её перевели в Средиземноморскую эскадру, базирующуюся в Валлетте, Мальта. Это был последняя миссия судна на британской военно-морской службе. В июле 1872 года, после двух лет в Средиземном море, корабль вернулся в Спитхед, где был выведен из боевого состава и пришвартован в Портсмуте в составе парового резерва.

### Аллен Янг
В 1875 году «Пандора» была приобретена у военно-морского флота яхтсменом Алленом Янгом для использования в одной из экспедиций, отправленных в канадскую Арктику для расследования исчезновения 30 лет назад экспедиции Франклина. Янг отплыл в июне 1875 года, ища не только следы Франклина, но и пытаясь открыть Северо-Западный проход.  Был остановлен льдом в проливе Пил и вернулся в Англию. Одним из финансистов этого предприятия был Джеймс Гордон Беннет-младший, владелец The New York Herald.
В 1876 году Янг снова вышел на «Пандоре» на север, предприняв вторую попытку пройти через Северо-Западный проход. Его отвлекла просьба Адмиралтейства разыскать британскую арктическую экспедицию под командованием Джорджа Нэрса, которая предпринимала попытку достичь Северного полюса из пролива Смита. Экспедиция не нуждалась в помощи «Пандоры», и Янг вернулся домой. В 1877 году Янг продал «Пандору» Беннету, который планировал собственную арктическую экспедицию.

### Полярная экспедиция
План Беннета состоял в том, чтобы провести судно через Берингов пролив, исходя из теории, что тёплое течение Тихого океана, известное как Куросио, обеспечит «термометрические ворота», через которые подходящее судно может достичь Северного полюса. Это была основная цель, но корабль также был оборудован для научных наблюдений. По соглашению с военно-морским министерством США Беннетт финансировал экспедицию, действуя при этом в соответствии с военно-морскими законами и дисциплиной под командой морского офицера Джордж Делонга. Пандора была переименована в «Жаннетту» в честь сестры Беннета и в январе 1879 года прибыла на военно-морскую верфь Мэр-Айленд, чтобы подготовиться к службе в Арктике..
«Жаннетта» вышла из Сан-Франциско 8 июля 1879 года. Последнее сообщение она отправила в Вашингтон из залива Святого Лаврентия на Чукотке 27 августа. Вскоре после этого она столкнулась со льдами у острова Геральд 7 сентября она попала в ловушку во льду на 71°35′ с. ш. 175°06′ в. д... В течение следующих 21 месяца судно дрейфовала во льдах, как правило, на северо-запад.
В мае 1881 года были открыты два острова, которые Де Лонг назвал островом Генриетты — в честь матери Беннетта — и островом Жаннетты. В ночь на 12 июня, в точке 77°15′ с. ш. 155°00′ в. д., корабль был раздавлен льдом. Команда выгрузила провизию и снаряжение на лед; корабль продолжал погружался всю ночь ранним утром 13 июня скрылся под водой.
Экспедиция начала долгий путь к сибирскому побережью, таща нарты с припасами. По пути они обнаружили ещё один остров, который назвали островом Беннета в честь спонсора экспедиции. Достигнув Новосибирских островов, группа отдохнула и пополнила запасы еды. 12 сентября поход был продолжен в дельту Лены, где был запланирован выход на сушу. Во время   шторма одна из лодок с лейтенантом Чарльзом У. Чиппом и семью матросами перевернулась и затонула. Две другие шлюпки под командованием Де Лонга и главного инженера Джорджа У. Мелвилла с 14 и 11 матросами, соответственно, пережили шторм, но пристали в удалённых друг от друга точках дельты.
Отряд во главе с Де Лонгом начал долгий путь в глубь страны по болотистой, полузамерзшей дельте. После долгих лишений,   Де Лонг послал вперёд двух самых сильных моряков: Уильяма Ф. К. Ниндеманна и Луи П. Нороса; в конце концов они нашли поселение и выжили. Де Лонг и его 11 товарищей умерли от холода и голода. Тем временем, на другой стороне дельты Мелвилл и его группа нашли  деревню и были спасены. Мелвилл уговорил группу местных жителей помочь ему в поисках командира. Ему удалось найти место их высадки, был найден бортовой журнал Делонга и другие важные записи, но саму группу Делонга найти не удалось. Следующей весной люди Мелвилла снова отправились на поиски и 23 марта 1882 года нашли тела Делонга и его товарищей.
18 июня 1884 года обломки «Жаннеты» были найдены на льдине недалеко от Юлианехоб, вблизи от юго-западной оконечности Гренландии. Это указывало на то, что океанское течение шло с востока на запад через полярное море. Это натолкнуло норвежского исследователя Фритьофа Нансена на мысль, что правильно сконструированный корабль может войти во льды на востоке, выдержать давление во время дрейфа и выйти в Атлантику, пройдя через Северный полюс. Эта теория легла в основу экспедиции Нансена на «Фраме» 1893—1896 гг.
Хотя путешествие «Жаннетты» окончилось неудачей, метеорологические и океанографические записи корабля предоставили климатологам ценные данные, касающиеся изменения климата и сокращения полярной ледяной шапки.

## Планы подъёма
В феврале 2015 года россиянин Андрей Хорошев объявил, что, консультируясь с Русским географическим обществом, разрабатывает планы по поиску и подъёму «Жаннеты». Хорошев рассказал изданию The Siberian Times: «Судно лежит на глубине всего 18 метров, с известным местонахождением до 1000 метров. Так что в современных условиях найти и поднять его не такая уж и сложная задача». Однако обследование района затопления корабля не дало никаких результатов и по состоянию на декабрь 2019 года его не обнаружили.